# Tacamahac
Tacamahac is een verzameling van welriekende harsen, afkomstig van verschillende tropische boomsoorten. De naam is afkomstig van de Spaanse woorden "tacamahaca" en "tacamaca", afgeleid van het Nahuatl woord "tecamaca". De hars wordt niet meer gebruikt in Europa.
Vanwege de verschillende herkomsten van de hars worden twee soorten tacamahac onderscheiden, namelijk "West-Indische tacamahac" en "Oost-Indische tacamahac". Beide soorten hebben een eigen aromatische geur, die vrijkomt bij het verbranden van de hars. 

## West-Indische tacamahac
De West-Indische, Amerikaanse of gewone tacamahac komt van de boomsoorten Bursera tomentosa en Bursera excelsa. Het wordt beschreven als een broos en ondoorzichtig materiaal met een lichtgrijze of bruine kleur. De geur is aangenaam, lavendel of balsemachtig.

## Oost-Indische tacamahac
De Oost-Indische, Oosterse of echte tacamahac komt van de wijdverspreide Calophyllum inophyllum. Uitgezonderd daarvan is de "Bourbon" of "Madagascar tacamahac", ook wel bekend als "Marie balsem", deze komt van de soort Calophyllum tacamahaca. Op de eilanden Mauritius en Madagaskar wordt de hars gebruikt bij de behandeling van wonden en zweren. De hars van de Calophyllum inophyllum, op Madagaskar "froraha" genoemd, levert aldaar een welriekende balsem. De Oost-Indische tacamahac is balsemachtig en werd in schelpen of kalebassen verhandeld. De geur wordt beschreven als aangenaam lavendelachtig, de kleur geel of groen.

## Gebruik
De hars wordt gebruikt als wierook of voor medische doeleinden, zoals op de Seychellen, waar ze de hars gebruiken om wonden en insectenbeten te behandelen. Op Tahiti gebruiken vrouwen de hars van de Calophyllum inophyllum om hun kleding te parfumeren.